# Cortes de Lérida (1460)
Las Cortes Catalanas fueron convocadas por el Juan II de Aragón en Lérida en el año 1460. 
Se trata del año del enfrentamiento entre el príncipe Carlos de Viana y su padre el rey Juan II, preclima de la guerra civil catalana, en la que el príncipe tiene el apoyo de las cortes y la Generalidad de Cataluña. Las Cortes de Lérida eligieron un Consell del Principat de 27 personas, nueve por estamento, que pidieron al rey Juan liberar a su hijo, forzando la Concordia de Vilafranca en 1461.
Durante estas Cortes, Manuel de Montsuar, deán de Lérida, tuvo como huésped al rey Juan II, que residía en el palacio episcopal. Esto comportó que el lugarteniente Carlos de Viana recomendara a los diputados que fuese retirado de las listas de candidato a diputado eclesiástico. No obstante, la elección del brazo eclesiástico al año siguiente fue para Manuel de Montsuar.
| Predecesor: Cortes de Fraga-Lérida (1459) | Cortes Catalanas 1460 | Sucesor: Cortes de Monzón (1470) |